# Euphorbia turkestanica
Euphorbia turkestanica là một loài thực vật có hoa trong họ Đại kích. Loài này được Regel mô tả khoa học đầu tiên năm 1882.